# Ярчук, Александр Владимирович
Александр Владимирович Ярчук (1 января 1942, Кривой Рог, Днепропетровская область — 1998, Кривой Рог, Днепропетровская область) — советский футболист, тренер. Мастер спорта СССР (1966).

## Биография
Родился 1 января 1942 года в городе Кривой Рог.
Окончил Луганский педагогический институт.
Футбольные селекционеры заметили талантливого вратаря на Спартакиаде школьников УССР, проводившейся в Кременчуге в 1957 году, где Ярчук защищал ворота сборной Днепропетровской области.
В 1960 году в возрасте 18 лет Ярчук дебютировал в основном составе криворожского «Горняка» в первенстве СССР. Поначалу играл эпизодически, а через пару лет стал основным вратарём команды. Одной из лучших для молодого голкипера стала товарищеская игра с московским «Спартаком», состоявшаяся 20 июня 1964 года. Ярчук отразил практически все удары москвичей, кроме хитроумного удара Валерия Рейнгольда. Форвард москвичей так послал мяч, что тот неожиданно изменил направление и очутился в противоположном от вратаря углу ворот. В этой игре ворота «Спартака» защищал Владимир Маслаченко, тоже воспитанник криворожского футбола.
26 июня 1965 года Ярчук дебютировал в высшей лиге советского футбола в составе донецкого «Шахтёра» в игре с ташкентским «Пахтакором», заменив на 85-й минуте Коротких при счёте 3:1. В Донецке Ярчук по рекомендации Ивана Бобошко — ещё одного криворожанина, который посоветовал способного спортсмена второму тренеру донецкой команды Олегу Ошенкову.
В 1966 году Ярчук переехал в Одессу, где в итоге провёл свои лучшие футбольные годы, отыграв за «моряков» в общей сложности 173 матча. Для Ярчука 1966 год запомнился не только переходом в одесский коллектив, но и званием мастера спорта СССР, полученным по итогам сезона.
Будучи в расцвете сил, он только один раз — в 1968 году — позволил Семёну Альтману соревноваться с собой относительно на равных (Ярчук — 23 матча, Альтман — 18). В остальных случаях Константин Уралец, Альтман и Алексей Нефёдов довольствовались минимумом игрового времени.
Только в 1971 году Ярчук на относительно длинные отрезки времени стал уступать место в воротах Нефёдову и Альтману, что предопределило его уход в кишинёвский «Нистру», вернувшись в Одессу уже в качестве тренера. Тренировал любительские команды Одесской области и клубную СКА Одесса (1976).
Умер в 1998 году в Кривом Роге после тяжёлой продолжительной болезни.

## Память
В 2001 году голкипер был включён в число лучших футболистов Одессы XX века.